# Спинето Скривия
Спинѐто Скрѝвия (на италиански: Spineto Scrivia; на пиемонтски: Spinegh, Спинег) е село и община в Северна Италия, провинция Алесандрия, регион Пиемонт. Разположено е на 260 m надморска височина. Населението на общината е 379 души (към 2010 г.).